# Taking Chances (singolo)
Taking Chances è una canzone registrata dalla cantante canadese Céline Dion, tratta dal suo decimo album in studio in inglese omonimo (2007). Il brano scritto da Kara DioGuardi e dall'ex membro degli Eurythmics, Dave Stewart, fu pubblicato come primo singolo promozionale dell'album nel settembre 2007 in tutto il mondo.
Taking Chances è una ballata pop con una finitura soft rock, prodotta da John Shanks. La canzone ha ricevuto una buona accoglienza da parte della critica musicale, che ha elogiato Dion per aver preso dei rischi e definendo la sua, una canzone sincera e piena di speranza.
Anche a livello commerciale il singolo fu un successo mondiale, raggiungendo la top ten in Canada, Danimarca, Francia, Italia e Svizzera. Taking Chances ottenne anche una nomination ai Juno Award del 2009 nella categoria Singolo dell'Anno.

## Antefatti
Taking Chances è stata scritta dalla cantautrice statunitense Kara DioGuardi e dall'ex Eurythmics, Dave Stewart. Il direttore dell'etichetta discografica Jimmy Iovine li mise insieme per collaborare e scrivere per le Pussycat Dolls, ma entrambi capirono subito che la musica che stavano scrivendo non era adatta alla girl-band ma poteva essere registrata da loro stessi. Iovine accettò la proposta dei due cantautori e fece firmare loro un contratto con la Interscope Records con cui registrarono un album sotto il nome Platinum Weird, ma l'album non fu mai pubblicato. Nel suo libro, The Dave Stewart Songbook Vol. 1, Stewart scrisse che lui e la DioGuardi avevano scritto la canzone in soli 10 minuti di un pomeriggio mentre stava traslocando nella sua nuova casa di Los Angeles:
Dopo che DioGuardi e Stewart registrarono la canzone, la suonarono per il marito della Dion, René Angélil, che la adorò dal primo momento. Céline decise di registrarla a sua volta e pubblicarla come title track del suo nuovo album in inglese e anche come primo singolo promozionale. La produzione fu affidata a John Shanks, il quale produsse altre cinque tracce di Taking Chances. Anche Kara DioGuardi collaborò in un altro brano dell'album, scrivendo e co-producendo con Emanuel Kiriakou, Surprise Surprise. Sia Shanks sia DioGuardi avevano già lavorato per la Dion, scrivendo e producendo One Heart, brano incluso nell'album omonimo (2003).

## Contenuti e pubblicazioni
Il 9 settembre 2007, i membri del fan club di Céline Dion ebbero l'opportunità di ascoltare in anteprima il nuovo singolo accompagnato dal video della sessione di registrazione. Successivamente, il videoclip fu disponibile su Amazon.com e Sympatico / MSN Music Store il giorno seguente. La canzone fu trasmessa in radio il 10 settembre 2007 e poi commercializzata sul mercato discografico il 25 ottobre 2007.
Il CD singolo pubblicato in Europa includeva come traccia secondaria Map to My Heart, altro brano tratto dall'album Taking Chances. In Europa il singolo comprendeva anche il secondo brano estratto dall'album D'elles (2007), Immensité. In Giappone Taking Chances fu pubblicato insieme al successo giapponese della Dion ovvero To Love You More. Negli Stati Uniti e in Canada il singolo fu distribuito solo come digital download.
Taking Chances è stato remixato e prodotto da diversi produttori discografici e dj. Nell'edizione maxi del CD singolo fu pubblicata la versione estesa prodotta da I-Soul.
La traccia fu in seguito inclusa nel Greatest Hits del 2008, My Love: Essential Collection.

## Videoclip musicale
Il videoclip musicale, diretto da Paul Boyd, è stato girato in tre giorni, dal 15 al 17 settembre 2007, in diverse località di Las Vegas. Il videoclip è stato distribuito il 16 ottobre 2007 e mostra una Dion vestita da motociclista,  alle prese con una missione segreta, che entra nel Caesars Palace per rubare l'identità della stessa Dion per poi essere inseguita.
Nel video compare anche Dave A. Stewart, uno degli autori del brano, nei panni del suo collaboratore che appare sia all'inizio che alla fine del videoclip. Lui descrisse il suo aspetto da cameo interpretando "una sorta di enigmatico personaggio boss di un film di James Bond" e dichiarò anche che durante le riprese c'erano circa 100 °F.

## Recensioni da parte della critica
Taking Chances ricevette il plauso da parte della critica. Bill Lamb di About.com scrisse: "La voce di Céline Dion è imponente e potente... La canzone apre l'album e annuncia nuove direzioni in un modo davvero eccitante", sebbene fosse deluso dalla maggior parte delle canzoni dell'album. Chuck Taylor di Billboard scrisse:"La title track del nuovo album della Columbia (13 novembre) soppianta il martellamento del petto con il pugno pulsante in mezzo a un clamore clandestino di chitarre a mid-tempo. La voce di Dion mostra un'impiallacciatura apprezzabilmente meno levigata, con una disinvoltura rilassata tra gloriosi tuffi e soffietti, come lei riffa con baldoria al culmine... ogni nota funziona in tandem con il più grande strumento di tutti: la voce consumata di Dion." Stephen Thomas Erlewine di AllMusic la mise tra le sue preferite, mentre Tammy La Gorce di Amazon.com la definì una "traccia di speranza, sincera, che si sviluppa in una lodevole power-ballad a metà strada, potrebbe essere la migliore." Nick Levine di Digital Spy scrisse nella sua recensione dell'album:"inizia in maniera sorprendentemente contenuta, con Dion che canticchia dolcemente su uno sfondo musicale quasi acustico, ma l'attacco del soft rock prende il via abbastanza presto. Le chitarre si alzano con gusto; la batteria suona come se appartenessero a un disco solista di Phil Collins e Dion suonasse la banshee alla perfezione. Questo sarà assolutamente imponente in Germania."
Bill Lamb di About.com stilò una lista dei primi 100 brani del 2007, classificando Taking Chances alla 20ª posizione e scrivendo: "Céline Dion ha davvero rischiato questo singolo che ha segnato il suo ritorno alla registrazione pop in lingua inglese. Si è trasferita in un territorio leggermente più a dondolo in modo molto raffinato. Alcuni fan del pop potrebbero dare una seconda occhiata a Céline dopo aver ascoltato questa traccia. Non perdere il riferimento agli Eurythmics nella seconda metà della canzone."
La canzone ricevette anche una nomination nella categoria Singolo dell'anno ai Juno Award del 2009.

## Successo commerciale
In Canada, Taking Chances, raggiunse la top ten posizionandosi alla numero 9 della Billboard Canadian Hot 100. Il singolo raggiunse anche la prima posizione della classifica adult contemporary canadese. Il 7 luglio 2008 Céline Dion ottenne il disco d'oro per aver venduto oltre 20 000 copie in Canada.
Negli Stati Uniti il singolo debuttò alla numero 54 della Billboard Hot 100, diventando il "debutto più alto" della settimana del 1º dicembre 2007. Nella settimana successiva, la canzone scese alla numero 68, rimanendovi per due settimane. Il 22 dicembre 2007, il brano scese ancora raggiungendo la numero 88. In totale Taking Chances trascorse 4 settimane nella Billboard Hot 100. Il singolo ottenne successo nella classifica Hot Dance Club Songs, raggiungendo la prima posizione e diventando la seconda canzone della Dion a farlo, dopo Misled nel 1994. Taking Chances raggiunse anche la top ten della Hot Adult Contemporary Tracks, posizionandosi alla numero 6.
In Europa la canzone fu nelle top ten di molti paesi come in Francia, dove debuttò alla numero 7 della classifica. Il singolo trascorse in totale 22 settimane nella classifica francese. Tuttavia, la canzone rientrò alla numero 88, il 10 gennaio 2009, trascorrendo altre due settimane. Riapparse alla numero 94, il 4 aprile 2009, trascorrendo altre due settimane e poi alla numero 85, il 20 giugno 2009, rimanendo per altre tre settimane. Taking Chances trascorse un totale di 29 settimane non consecutive in classifica. Altro paese europeo in cui il brano raggiunse la top ten è stata l'Italia, dove si posizionò alla numero 5 della classifica FIMI, il 1º novembre 2007. Successivamente scese alla numero 8, dove rimase per due settimane.  Il singolo trascorse le tre settimane successive nella top 20 per poi risalire in top ten e raggiungere la numero 9. In totale trascorse nove settimane nella classifica dei singoli più venduti. Anche in Svizzera Taking Chances raggiunse la numero 5, ma lo fece dopo sue settimane trascorse in top 30. Successivamente il singolo rimase ancora due settimane in top ten. In totale trascorse 13 settimane nella Schweizer Hitparade. In Danimarca, la canzone debuttò alla numero 29 della Track Top-40 il 23 novembre 2007 e la settimana successiva scese alla numero 31 per poi uscire dalla classifica. Tuttavia, la canzone rientrò direttamente alla numero 3, la sua posizione di picco, il 13 giugno 2008. Il 20 giugno il singolo trascorse la sua ultima settimana in classifica posizionandosi alla numero 16. In totale trascorse 4 settimane nella classifica danese.
Nel resto d'Europa il singolo raggiunse queste posizioni: in Austria la numero 12, in Norvegia la numero 16, in Belgio Vallonia la numero 29, in Germania la numero 25, nel Regno Unito la numero 40 e in Svezia la numero 43.

## Interpretazioni dal vivo e promozione
Il 27 ottobre 2007 Céline fu ospite della quarta edizione del talent-show britannico The X Factor, come mentore per i concorrenti del programma. Dopo cinque anni dalla sua promozione nel Regno Unito, Céline presentò Taking Chances in anteprima mondiale durante il live show. Il 12 novembre 2007, la cantante apparse al The Oprah Winfrey Show ed eseguì la sua nuova canzone, mentre due giorni dopo si esibì a The Ellen DeGeneres Show. Successivamente, il 18 novembre 2007, Céline interpretò Taking Chances dal vivo agli American Music Award tenutisi a Los Angeles. Il 23 novembre 2007, fu ospite al talk show americano The View, dove cantò Taking Chances e in Alone. Il 27 novembre 2007, la cantante canadese fu ospite del programma della ABC, Dancing with the Stars, dove interpretò il suo nuovo singolo e il suo brano più famoso, My Heart Will Go On.
Céline Dion cantò la sua nuova canzone anche durante la cerimonia di premiazione dei World Music Award 2007, dove fu celebrata con il Legend Award, consegnatole direttamente dal principe Alberto II di Monaco, e durante la nona edizione degli NRJ Music Award, dove anche lì fu onorata con un premio speciale, l'NRJ Award of Honor. In Europa, la Dion presentò il suo nuovo singolo in altri programmi come Domenica in (Italia) e Star Academy (Francia).
Taking Chances è stata inserita anche nella scaletta del Taking Chances World Tour e del Celine Dion Live 2017.

## Impatto artistico nella cultura di massa
Nel 2007 Taking Chances è stata utilizzata come tema musicale per i trailer promozionali della serie TV della CBS, Moonlight e nel 2009 nel reality show So You Think You Can Dance Canada nella Top 20 della performance coreografata da Stacey Tookey.
Nel 4º episodio intitolato La scoperta di un talento (Preggers) della serie televisiva Glee, distribuita dalla Fox, il personaggio di Lea Michele, Rachel Berry, interpreta una cover di Taking Chances. La cover fu inserita nella compilation Glee: The Music, Season 1, Volume 1.

## Formati e tracce
CD Singolo (Australia; Europa) (Columbia: 88697 17000 2)
1. Taking Chances – 4:07 (Kara DioGuardi, David A. Stewart)
2. Map to My Heart – 4:15 (Guy Roche, Shelly Peiken)
3. Taking Chances (I-Soul Extended Remix) – 7:33 (DioGuardi, Shanks)
4. Taking Chances (In-Studio Video) – 4:11

CD Singolo Promo (Europa; Stati Uniti) (Columbia: 88697169982)
1. Taking Chances – 4:02 (DioGuardi, Stewart)

CD Singolo (Europa) (Columbia: 88697 18711 2)
1. Taking Chances – 4:07 (DioGuardi, Stewart)
2. Map to My Heart – 4:15 (Roche, Peiken)

CD Singolo (Europa) (Columbia: 88697187732)
1. Taking Chances – 4:07 (DioGuardi, Stewart)
2. Immensité – 3:34 (testo: Nina Bouraoui, Jacques Veneruso – musica: Jacques Veneruso)
3. Map to My Heart – 4:15 (Roche, Peiken)

CD Maxi-Singolo (Francia) (Columbia: 88697187772)
1. Taking Chances – 4:07 (Kara DioGuardi, David A. Stewart)
2. Immensité – 3:34 (testo: Bouraoui, Veneruso – musica: Veneruso)
3. Map to My Heart – 4:15 (Roche, Peiken)
4. Taking Chances (I-Soul Extended Remix) – 7:33 (DioGuardi, Shanks)
5. Taking Chances (In-Studio Video) – 4:11

CD Singolo Promo (Giappone) (Epic: EDCI 80306)
1. Taking Chances (Radio Edit) – 3:54

CD Singolo (Giappone) (Epic: EICP 874)
1. Taking Chances – 4:05 (DioGuardi,  Stewart)
2. To Love You More – 4:39 (testo: Junior Miles – musica: David Foster)

CD Singolo (Taiwan) (Columbia: 88697 17000 2)
1. Taking Chances – 4:07 (DioGuardi,  Stewart)
2. Map to My Heart – 4:15 (Roche, Peiken)
3. Taking Chances (I-Soul Extended Remix) – 7:33 (DioGuardi, Shanks)
4. Taking Chances (In-Studio Video) – 4:11

## Versioni ufficiali
- Taking Chances (Album Version) – 4:07
- Taking Chances (I-Soul Extended Remix) – 7:33
- Taking Chances (I-Soul Radio Edit) – 3:57
- Taking Chances (Jason Nevins Extended Mix) – 6:24
- Taking Chances (Jason Nevins Remix) – 3:43
- Taking Chances (Matt Piso Club Mix) – 7:16

- Taking Chances (Matt Piso Radio Edit) – 4:53
- Taking Chances (Radio Edit) – 3:54
- Taking Chances (Ralphi Rosario & Craig J. Full Vocal Radio Edit) – 4:11
- Taking Chances (Ralphi Rosario & Craig J. Radio Edit) – 3:44
- Taking Chances (Ralphi Rosario & Craig J. Thick Dub) – 8:07
- Taking Chances (Ralphi Rosario & Craig J. Vocal Mix) – 9:02

## Classifiche

### Classifiche settimanali
| Classifica (2007-2008)                                | Posizione massima raggiunta |
| ----------------------------------------------------- | --------------------------- |
| Australia (ARIA)                                      | 60                          |
| Austria (Ö3 Austria Top 40)                           | 12                          |
| Belgio Fiandre (Ultratip Bubbling Under)              | 4                           |
| Belgium Vallonia (Ultratop 50)                        | 29                          |
| Canada (Billboard Canada AC)                          | 1                           |
| Canada (Billboard Hot Canadian Digital Song Sales)    | 9                           |
| Canada (Billboard Canadian Hot 100)                   | 9                           |
| Canada (Billboard Canada Hot AC)                      | 38                          |
| Danimarca (Tacklisten)                                | 3                           |
| Europa (Eurochart Hot 100 Singles)                    | 12                          |
| Europa (Billboard Euro Digital Tracks)                | 20                          |
| Francia (SNEP)                                        | 7                           |
| Germania (Offizielle Deutsche Charts)                 | 25                          |
| Global Dance (Billboard Global Dance Songs)           | 30                          |
| Italia (FIMI)                                         | 5                           |
| Norvegia (VG-lista)                                   | 16                          |
| Paesi Bassi (Dutch Top 40 Tipparade)                  | 12                          |
| Paesi Bassi (Single Top 100)                          | 100                         |
| Québec (ADISQ)                                        | 1                           |
| Regno Unito (Official Singles Chart Top 100)          | 40                          |
| Stati Uniti (Billboard Adult Top 40)                  | 36                          |
| Stati Uniti (Billboard Hot 100)                       | 54                          |
| Stati Uniti (Billboard Hot Adult Contemporary Tracks) | 6                           |
| Stati Uniti (Billboard Hot Dance Club Songs)          | 1                           |
| Stati Uniti (Billboard Hot Digital Song Sales)        | 26                          |
| Stati Uniti (Billboard Mainstream Top 40)             | 23                          |
| Svezia (Sverigetopplistan)                            | 43                          |
| Svizzera (Schweizer Hitparade)                        | 5                           |

### Classifiche di fine anno
| Classifica (2007)                                         | Posizione |
| --------------------------------------------------------- | --------- |
| Svizzera (Schweizer Jahreshitparade 2007)                 | 79        |
| Classifica (2008)                                         | Posizione |
| Canada (Billboard Year-End Canadian Hot 100)              | 90        |
| Canada (R&R Top Canada AC Songs)                          | 13        |
| Stati Uniti (Billboard Year-End Adult Contemporary Songs) | 24        |
| Stati Uniti (Billboard Year-End Dance Club Songs)         | 30        |

## Crediti e personale
Registrazione
- Registrato ai Henson Recording Studio di Hollywood (CA); The Palmas di Las Vegas (NV)
- Mixato ai Henson Recording Studio di Hollywood (CA)

Personale
- Basso - John Shanks
- Batteria - Jeff Rothschild
- Chitarra - John Shanks
- Cori - Kara DioGuardi
- Masterizzato da - Vlado Meller
- Mixato da - Jeff Rothschild
- Musica di - Kara DioGuardi, David A. Stewart
- Produttore - John Shanks
- Produttore esecutivo - John Doelp, Vito Luprano
- Programmazione - Jeff Rothschild
- Tastiere - Ned Douglas
- Testi di - Kara DioGuardi, David A. Stewart

## Cronologia di rilascio
| Paese           | Data            | Formati |
| --------------- | --------------- | ------- |
| Australia       | 2007            | CD      |
| Europa          | 2007            | CD      |
| 2 novembre 2007 |                 | CD      |
| Francia         | 25 ottobre 2007 | CD      |
| Giappone        | 24 ottobre 2007 | CD      |
| Taiwan          | novembre 2007   | CD      |